# Hermann Stutzer
Hermann Stutzer (* 30. Juli 1887 in Wermelskirchen; † 16. März 1968 in Berlin) war ein deutscher Offizier, zuletzt Generalmajor der Luftwaffe im Zweiten Weltkrieg sowie Militärrichter.

## Leben
Stutzer trat im März 1908 als Fähnrich in das Infanterie-Regiment „Herzog Ferdinand von Braunschweig“ (8. Westfälisches) Nr. 57 ein, dem er bis 30. September 1912 angehörte. Anschließend war er vom 1. Oktober 1912 bis zum 1. August 1914 als Ausbilder an einer Militärschule tätig. 
Am Ersten Weltkrieg nahm Stutzer anfangs als Zug- und Kompanieführer in seinem Stammregiment teil. Zum 23. April 1915 ging er als Beobachter zur Flieger-Abteilung 57. Am 23. März 1917 wurde er Kursleiter bei der Fliegerbeobachterschule in Belgien. Im Oktober 1917 kehrte er als Führer einer Fliegerabteilung an die Front zurück, wo er bis zum November 1918 blieb.
In der Weimarer Zeit schlug Stutzer sich zunächst als Lehrer am Militärgymnasium in Wünsdorf durch, bevor er zum Stab der Volkssportschule in Mirow kam. Am 7. November 1928 wurde er in den Mecklenburg-Strelitzschen Staatspolizeidienst in Neustrelitz aufgenommen. Am 18. Februar 1929 folgte seine Beförderung zum Kommandeur der Mecklenburgisch-Strelitzschen Polizei und Staatsjägerei. In der seit Herbst 1933 vereinigten und in Schwerin konzentrierten mecklenburgischen Polizeiführung verblieb er bis zum 30. November 1934.
Am 1. Dezember 1934 wurde Stutzer in das Reichsluftfahrtministerium versetzt, wo er als Berater für den Aufbau der Luftwaffe in der Zentralabteilung beschäftigt wurde. Von dort wurde er zum Stab des Luftbezirkskommandos II versetzt, wo er vom 1. August 1935 bis 31. März 1937 tätig war.
Vom 1. August 1937 bis zum 31. Mai 1943 amtierte Stutzer als Richter beim Reichskriegsgericht. Zuvor war er bereits seit Dezember 1934 auf Vorschlag des Reichsluftfahrtministerium ehrenamtliches Mitglied des Volksgerichtshofs gewesen. In seiner Eigenschaft als Militärrichter war Stutzer, der mit Wirkung zum 1. Dezember 1940 zum Generalmajor befördert wurde, an zahlreichen Todesurteilen während des Zweiten Weltkriegs beteiligt, so an den Urteilen gegen die Mitglieder der Roten Kapelle. Zum 31. Mai 1943 schied Stutzer aus dem Militärdienst und wurde in den Ruhestand verabschiedet. 
Bei Kriegsende geriet Stutzer in sowjetische Kriegsgefangenschaft, in der er bis zu seiner Entlassung 1949 oder im April 1950 verblieb.